# Житников, Яков Ефимович
Яков Ефимович Житников (1886, Бирюч, Воронежская губерния — 23 июля 1918, Асхабад, Туркестанская АССР) — революционер, большевик, участник гражданской войны. Один из Асхабадских комиссаров.

## Биография
Родился в 1886 году в городе Бирюч (ныне Белгородской области). В революционном движении — с 1905 года (в Воронежской губернии), в 1906 году выслан в Асхабад (Ашхабад).
В 1917 году — член солдатского комитета Асхабадского гарнизона, один из основателей большевистской организации Асхабада, председатель Асхабадского ВРК. В 1918 году — комиссар продовольствия СНК Закаспийской области. В период борьбы против белоказачьего мятежа летом 1918 года командовал отрядами Красной Гвардии Закаспия. Был схвачен мятежниками и расстрелян в числе 9 асхабадских комиссаров.